# Prasophyllum exiguum
Prasophyllum exiguum là một loài thực vật có hoa trong họ Lan. Loài này được Rupp miêu tả khoa học đầu tiên năm 1948.